# KEMA Suspensie Test Reactor

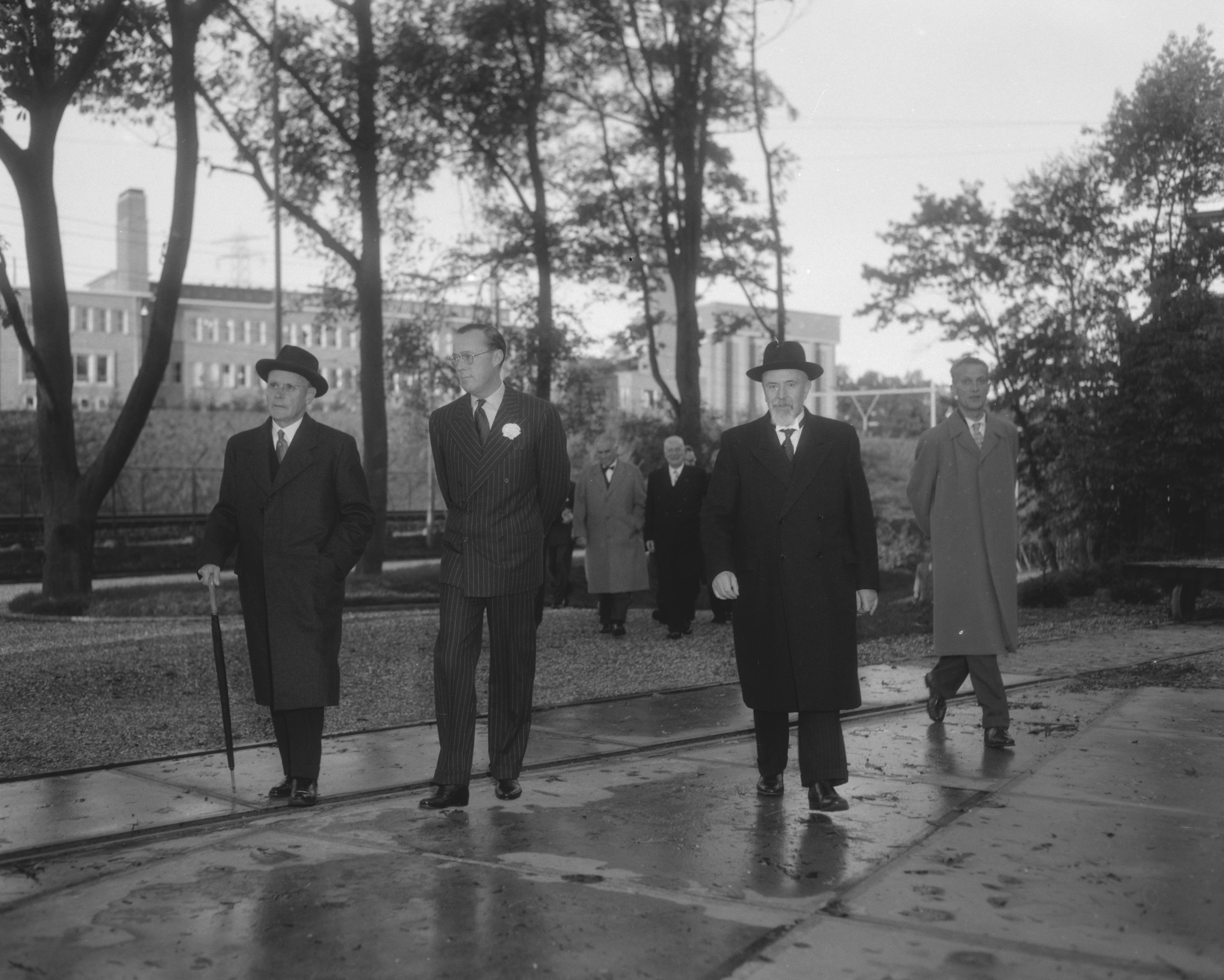
Prins Bernhard bij de opening in 1958 van het nieuwe kernreactorlaboratorium van de KEMA, waar ook de suspensiereactor zou gaan worden geconstrueerd.

De KEMA Suspensie Test Reactor (Engels: KEMA Suspension Test Reactor, KSTR) was een experimentele kernreactor van het Nederlandse keuringsinstituut KEMA te Arnhem. De reactor was ondergebracht in het Kernreactor Laboratorium.

## Ontwerp
De reactor had een ongebruikelijk ontwerp: het was een zogeheten homogene reactor waarbij de kernbrandstof gemengd wordt met de moderator en/of het koelmiddel. In de Arnhemse reactor bevond de brandstof (in de vorm van uraniumoxide of thoriumoxide) zich in zeer kleine deeltjes (ca. 10 micrometer in doorsnede) in een suspensie in (licht) water. Het water diende daarbij als koelmiddel en moderator tegelijk. Het laboratoriumgebouw werd ontworpen door de architect G. Hamerpagt, hoofd van de Bouwkundige Dienst van de KEMA. Het reactorvat werd door Werkspoor gebouwd.

## Totstandkoming
Het project stond onder leiding van prof. J.J. Went, buitengewoon hoogleraar reactorfysica aan de TU Delft en hoofdnatuurkundige van de KEMA. Na succesvolle proeven met een klein, subkritisch proefmodel werd besloten tot de bouw van een 'echte' reactor.
17 oktober 1958 werd door prins Bernhard het kernreactorlaboratorium, met de daarbij behorende reactorhal, van de KEMA in Arnhem geopend. Daar werden in opdracht van het Reactor Centrum Nederland onderzoekingen gedaan inzake de ontwikkeling van een eigen Nederlands type kernreactor. De uitbreiding van de bestaande labs heeft samen met een aantal andere nieuwe laboratoria, los van de reactor, ongeveer 7,5 miljoen gulden gekost. Het kernafval werd op eigen terrein begraven.

## Bedrijf
De reactor leverde uiteindelijk tot 1000 kW thermisch vermogen, maar werd vrijwel direct daarna stilgelegd. Toen aan Went in 1974 een eredoctoraat werd verleend, sprak hij uit het zeer te betreuren dat de Nederlandse overheid het project zo weinig had ondersteund.

## Verwijdering radioactief afval
In de periode 1956-1972 werd radioactief materiaal (afkomstig van proeven met de nulenergiereactor) op het terrein begraven. Een publicatie in 1978 sprak van "radioactief afval op het terrein van de KEMA en sterfgevallen van kinderen die daar mee gespeeld zouden hebben". KEMA groef daarop 18 kilogram radioactief afval op en concludeerde dat op het hele terrein 3 kilo uranium en 5 kilo thorium lag.
13 april 1983 stuurde de minister van VROM een brief naar de Tweede Kamer met de eindrapportage over de ‘verwijdering van radioactief afval van het KEMA-terrein te Arnhem’. Er werd toch (hoog-)verrijkt uranium, natuurlijk uranium, natuurlijk thorium, thorium-230, kobalt-60, cesium-137, europium-152 en -154 en radium-226 aangetroffen. Minister Winsemius schreef: "Alles (behalve een klein deel voor nader onderzoek) is ondertussen in zee gedumpt."
Na de sluiting van de centrale werd de reactorontmanteling in 1991 afgerond en werd in september 1996 de Kernenergiewet-vergunning voor KSTR en kernlab ingetrokken. In 2001 is begonnen met de afbraak van het lab (kosten 3 miljoen euro), die in maart 2003 is afgerond.